# الصعايدة (أسوان)
قرية الصعايدة هي إحدى القرى التابعة لمركز إدفو في محافظة أسوان في جمهورية مصر العربية.